# Павле Коломенски
Павле Коломенски († 3 (13) април 1656 (?)) - епископ Руске православне цркве, епископ Коломенски и Каширски. Њега староверци поштују као првог староверског мученика.

## Биографија
Рођен је почетком 17. века у селу Лопатичи (данас Кстовски округ, Нижње Новгородска област). Отац му је био свештеник Јован. Двадесетих година 16. века њихова породица се преселила у насеље Лисков Кириково (данас Лисковски округ, област Нижњи Новгород). У Лискову је служио свештеник Ананије, чија је кућа постала једно од средишта настајућег покрета богољубаца.
Према Петру Паскалу, Павле је био истих година као и Авакум, а његов отац Јован је будућег патријарха Никона подучавао основама писмености. Међутим, ове информације нису подржане референцама на било који документ. Ако је Павле био истог узраста као и Авакум, онда је старост његовог епископског посвећења око 32 године, што је у супротности са црквеном традицијом тог времена – да се за епископе постављају лица која нису млађа од 40 година.
Павлова породица се преселила у село Кириково, где је дошао да служи нижегородски свештеник Ананије, који се сматрао једним од најбољих исповедника и најобразованијег човека. У другој половини 1620-их, Јован Неронов је дошао код Ананије на обуку, упознавши и спријатељивши се са сином другог кириковског свештеника, будућим епископом.
Постригао се у Макарјевском Желтоводском манастиру, у манастиру (после почетног образовања у кући свог оца) коначно се формирао као љубитељ књиге, подвижник и молитвеник. Од 1636. манастирски благајник. У Макаријевском манастиру Павле је рукоположен за свештеника, али када се то догодило није познато.
Према неким историјским подацима, познато је да је епископ Павле стално боравио у граду Коломни. У другој половини 1640-их, јеромонах Павле је био члан московског круга ревнитеља побожности заједно са протојерејем Авакумом Петровим, архимандритом (будућим патријархом) Никоном (Мињином), епископом Рјазанским Иларионом (будући прогонитељ „шизматика“) и др. Као и други ревнитељи побожности, Павле је био присталица једнодушног обожавања и певања у језицима.
Страдање преосвећеног Павла, Епископа Коломенског.
У јуну 1651. постављен је за игумана Пафнутјево-Боровског манастира. Павла је у игуманство уздигао патријарх Јосиф. Павлова близина кругу ревнитеља побожности мора да је одиграла улогу у његовом уздизању, пошто је уздизање на игумана у тако чувеном манастиру као што је Пафнутјево-боровски манастир било немогуће без претходног одобрења кандидатуре код цара и његовог исповедника, протојереја новгородског протојереја Стефана Вонифа или самог митрополита Стефана Вонифа.
Године 1652. био је један од дванаест претендената на патријаршијски престо. Никон је постао патријарх на инсистирање цара Алексеја Михајловича. Митрополит Никон је 23. јула 1652. године именован за патријарха, а 25. јула је уздигнут на трон. Учешће у обреду уздизања игумана Павла представља драгоцено сведочанство о положају који он заузима у црквеној јерархији.
Патријарх Никон је 17. октобра 1652. године началствовао његовом епископском хиротонијом и уздигао га на трон епископа Коломне. Тако брзо уздизање Павла на амвон, одакле је, по речима Сергеја Зенковског, „лако могао да утиче на црквени живот Москве и патријаршије“, сведочило је о великом наклоности новог Патријарха према њему. Владика Павле је био строг и управљао је епархијом без обзира на личности. Епископ је проширио трпезарију код владичанских одаја, а крај ње саградио зимску цркву у име Покрова Богородице.
Године 1653. чланови Кола ревнитеља побожности послали су цару писмо „о склапању прстију и о клањању“, које су саставили Авакум и Данил Костромски, у којем се критикује црквена реформа коју је покренуо патријарх Никон. Писмо је потписао и епископ Павле. Ухапшени су протојереји Авакум, Данило, Јован Неронов и други, али не и епископ Павле.
Године 1654, да би легитимисао своје поступке, патријарх Никон је сазвао Сабор, међу чијим учесницима је био и епископ Павле. Беседе епископа Павла на Сабору сачуване су у записима архиђакона Павла Алепског. Владика Павле је на Сабору отворено иступио у одбрану старих књига и против укидања клањања за време великопосне молитве Јефрема Сирина: „Од када смо постали хришћани и примили праву веру у наслеђе од благочестивих отаца и дедова наших, држали смо се ових обреда и ове вере, а сада не пристајемо на нову веру“.
Павле је своју тачку гледишта аргументовао позивањем на два древна статута – „усмена” и „писана”. По свему судећи, реакција на говор владике Павла била је бурна. После се „са сузама” присећао како су га „мучили у цркви, и колико су му безобразлука и гадости учинили”. Дело представља дијалог између владике Павла и патријарха Никона, где први четири пута скреће пажњу другом да његово мишљење не одговара катихизисима Православне Цркве.
Епископске службе га је лишио Никон сам, без саборског суда (противно црквеним правилима). Након тога, Никон је написао клеветничко писмо цариградском патријарху Пајсију И – наводно су он и Јован Нерон саставили нове молитве и црквене чинове, и кваре људе, и одвајају се од саборне цркве. Заведени цариградски патријарх осудио је „присталице новотарија“. Владику Павла је Никон протерао на Оњешко језеро, у Палеостровски манастир Рождества, где је остао годину и по дана. Услови притвора су били прилично тешки, али је светитељ и исповедник имао прилику да комуницира са мирјанима и свештеницима који су му хрлили, добијајући од њега савете, утеху и архипастирски благослов.
Велики московски сабор 1666-1667, који је судио Никона, приписао му је свргавање достојанства и смрт епископа Павла: „Али ти, Никоне, без сабора си, противно правилима, збацио и проклео епископа Коломенског Павла и послао га у прогонство и тамо мучио, а онда ћеш бити приписан свргавању”.

## Сећање
Код старовераца, поштовање епископа Павла као светитеља почело је одмах после његове смрти и траје до данас. Староверска традиција има много „Легенди“ о епископу Павлу, али је прилично тешко одвојити легендарне податке у њима од стварног историјског наратива. Дмитриј Урушев се жали да се „око имена владике Павла нагомилало много басни и фантазија. Он је био јунак потпуно невероватних староверских легенди и произвољних историјских измишљотина. Утолико је жалосно што о епископу има много неоспорних и поузданих података“.
Изван староверског окружења, лик епископа Павла нашао се у сенци својих познатијих савременика – цара Алексеја Михајловича, патријарха Никона и протојереја Авакума и ретко је привлачио пажњу научника. Како примећује свештеник Сергиј Кулемзин, „у нашој црквено-историјској литератури постоје подаци о епископу Павлу су изузетно оскудни. То је због чињенице да је дуго времена, све до краја саборног периода, тема раскола и његових личности (којима је посредно припадао и епископ Павле) или прећутана или смишљено тенденциозно представљена.“ Први световни историчар који је обратио пажњу на епископа Павла био је Михаил Погодин, који је објавио у часопису „Хометар“  „Никон и његови противници“, где је позвао младе научнике: „Колико се много важнијег и кориснијег за науку може учинити упознавањем са писаном литературом и марљивим прикупљањем података о нашим историјским личностима. Шта се код нас уопште зна о неком... епископу Павлу?".
1905. године Сергеј Белокуров је објавио два броја „Приче о Павлу, епископу Коломенском", које су биле усмене приче које је он забележио, а не аутентични историјски документи. 1938. године француски научник Пјер Паскал је објавио књигу „Протопоп Аввакум и начало раскола" у жељи да реконструише биографију епископа Павла.